# Papilio aristeus
Papilio aristeus là một loài bướm thuộc họ Bướm phượng (Papilionidae). 
Loài Papilio aristeus được mô tả năm 1781 bởi Cramer. Loài bướm Papilio aristeus sinh sống ở .